# Цайдам (улус)
Цайдам (рос. Цайдам) — улус Селенгинського району, Бурятії Росії. Входить до складу Сільського поселення Гусине Озеро.
Населення —  206 осіб (2015 рік). 